# Michael Morpurgo
Sir Michael Andrew Morpurgo (nacido como Michael Andrew Bridge; 5 de octubre de 1943) es un autor, poeta, dramaturgo y libretista inglés célebre por sus obras en el campo de la literatura infantil y juvenil. Se convirtió en el tercer laureado infantil, de 2003 a 2005, y actualmente es el presidente de BookTrust, la mayor organización benéfica de lectura infantil del Reino Unido. También ha recibido numerosos premios, entre los que habría que destacar el Whitbread (1995), el Prix Sorcières (2001) o el Hampshire Book (2005).

## Primeros años y educación
Morpurgo nació el 5 de octubre de 1943 en St Albans, Hertfordshire, Inglaterra, como Michael Andrew Bridge, el segundo de los hijos de los actores Tony Van Bridge y Kippe Cammaerts. Tras la Segunda Guerra Mundial se mudaron a Londres y él entró en la escuela primaria St Matthias, Earls Court, en Londres. Le mandaron a un internado con siete años en Sussex para continuar su educación. Se cambió varias veces de colegio, hasta que entró en King’s College de Canterbury, Kent. Comenzó el servicio en la academia militar, pero a los nueve meses decidió no continuar y empezar sus estudios universitarios en el King’s College de Londres, donde estudió Filología Inglesa y Francesa, y Filosofía. Una vez graduado, comenzó a ejercer de profesor en el colegio de educación primaria Wichambreaux de Canterbury.

## Biografía
A los 19 años se casó con Clare Lane, la hija mayor de Sir Allen Lane fundador de la editorial Penguin Books. Tienen tres hijos: Sebastian, Horatio y Rosalind.
En 2017 se le diagnosticó un cáncer de laringe y tras recibir tratamiento médico se ha recuperado.

## Obras destacables
- Caballo de batalla (War Horse, 1982) (Traducido por Isabel Murillo Fort, Noguera y Caralt, 2011)[2]
- El reino de Kensuke (Kensuke’s Kingdom, 1999) (Traducido por Carmen Aguilar, RBA, 2003)[3]
- La espada dormida (The Sleeping Sword, 2002) (Traducido por Isabel Llasat, RBA Molino, 2005)[4]
- ¡Gol! (Cool!, 2002) (Traducido por Carmen Aguilar, Serres, 2007)[5]
- Sinfonía africana (Dear Olly, 2000) (Traducido por Agustín Gervás, Edelvives, 2003)[6]
- El delfín de Luis (Dolphin boy, 2004) (Traducido por Raquel Solà, Joventut, 2004)[7]
- El león de Tom (Tom’s Sausage Lion, 1986) (Traducido por Sonia Tapia, Edebé, 1993)[8]
- Esperando a Anya (Waiting for Anya, 1990) (Traducido por José Calvo, SM, 2002)[9]
- El león mariposa (The Butterfly Lion, 1996) (Traducido por Pilar García- Romeu, Everest, 1998)[10]

## Adaptación deCaballo de batalla
Su obra más célebre, Caballo de batalla, ha sido adaptada a un programa de radio y una obra de teatro por “Nick Stafford”. Se estrenó en Londres en 2007 y en Broadway en 2011. Ese mismo año la novela se adaptó al cine de la mano de Lee Hall y Richard Curtis. War Horse (Caballo de batalla) fue dirigida por Steven Spielberg y fue nominada a seis premios Óscar y cinco premios BAFTA.